# Vetenskapsåret 1880

## Händelser
- 24 april - Vegaexpeditionen återvänder till Stockholm, Sverige efter att Adolf Erik Nordenskiöld med fartyget Vega har fullbordat Nordostpassagen [1].

### Matematik
- Okänt datum - John Venn populariserar Venndiagram.[2][3]

### Medicin
- Okänt datum - Moritz Kaposi publicerar Pathologie und Therapie der Hautkrankheiten in Vorlesungen für praktische Ärzte und Studierende, en viktig bok om dermatologi.[4]

### Teknik
- 27 januari - Thomas Edison patenterar sin glödlampa (patent US 223898[5])

- 9 november - Joseph Wilson Swan patenterar sin glödlampa i USA (patent US 234345,[6] ansökan 16 juni) och i England 27 november (patent GB 4933/1880).

## Pristagare
- Clarkemedaljen: Thomas Henry Huxley, brittisk biolog och paleontolog.
- Copleymedaljen: James Joseph Sylvester, brittisk matematiker.
- Davymedaljen: Charles Friedel, fransk kemist och mineralog.
- Lyellmedaljen: John Evans, brittisk arkeolog, geolog och matematiker.
- Rumfordmedaljen: William Huggins, brittisk astronom.
- Wollastonmedaljen: Auguste Daubrée, fransk geolog. [7]

## Födda
- 18 januari - Paul Ehrenfest (död 1933), österrikisk fysiker och matematiker.
- 22 januari - Frigyes Riesz (död 1956), ungersk matematiker.
- 23 februari - Albert Niemann (död 1921), tysk barnläkare.
- 24 juni - Oswald Veblen (död 1960), amerikansk matematiker.

## Avlidna
- 9 juli - Paul Broca (född 1824), fransk neurolog.
- 19 december - Michel Chasles, (född 1793), fransk matematiker.

### Fotnoter
1. ↑  Färden med Vega Arkiverad 6 juni 2015 hämtat från the Wayback Machine.
2. ↑  Venn, John (12 augusti 1880). ”On the Diagrammatic and Mechanical Representation of Propositions and Reasonings”. The London,
Edinburgh and Dublin Philosophical Magazine and Journal of Science:  ss. 1-18.
3. ↑  Sandifer, Ed (2003). ”How Euler Did It” (pdf). MAA Online. The Mathematical Association of America. Arkiverad från originalet den 2 januari 2004. https://web.archive.org/web/20040102052341/http://www.maa.org/editorial/euler/How%20Euler%20Did%20It%2003%20Venn%20Diagrams.pdf. Läst 8 april 2011.
4. ↑  Holubar, Karl; Fatovic-Ferencic, Stella. ”Moriz Kaposi 1837-1902: a historical reappraisal”. Arkiverad från originalet den 7 maj 2007. https://web.archive.org/web/20070507165728/http://oegdv.at/dl/history/histkaposi.doc. Läst 25 mars 2011.
5. ↑   Electric lamp, Google Patents /patents.google.com (läst 12 augusti 2025)
6. ↑   Electric lamp, Google Patents /patents.google.com (läst 12 augusti 2025)
7. ↑  ”Geological Society”. Arkiverad från originalet den 5 juni 2011. https://web.archive.org/web/20110605102217/http://www.geolsoc.org.uk/gsl/society/history/page750.html. Läst 13 april 2011.